# Andreas Rehn
Georg Åke Andreas Rehn född 15 februari 1988 är en svensk innebandyspelare från Upplands Väsby. 
Rehn började spela i GAIK Väsby IBK. Han har senare representerat Nacka Wallenstam IBK, Duvbo IK och Värmdö IF. 2014 kom han till AIK Innebandy där han fick dela målvaktsjobbet med Patrik Åman i Svenska Superligan, där han blev kvar fram till säsongen 2016/17 varefter han istället gick till Älvsjö AIK innan han tog ett år ledigt från innebandyn.
Sedan 2021 är han åter tillbaka i Svenska Superligan, nu representerande nykomlingen DIF IBK. Laget fick en tung öppning på säsongen och var poänglösa efter de första 12 omgångarna, men Rehn hade, tillsammans med Patrik Kareliusson och Patrik Schantz, en framträdande roll när DIF tog sina första poäng någonsin i Sveriges högstadivisioni när de i 13:e omgången besegrade Sirius.